# الصنين (السياني)

تعديل مصدري - تعديل

الصنين هي إحدى قرى عزلة نخلان بمديرية السياني التابعة لمحافظة إب، بلغ تعداد سكانها 152 نسمة حسب تعداد اليمن لعام 2004.